# Meleuzovsky (huyện)
Huyện Meleuzovsky (tiếng Nga: ? райо́н) là một huyện hành chính tự quản (raion), của Bashkortostan, Nga. Huyện có diện tích 3266 km², dân số thời điểm ngày 1 tháng 1 năm 2000 là 27600 người. Trung tâm của huyện đóng ở Meleuz.